# فرودگاه پیلوت استیشن
 فرودگاه پیلوت استیشن (به انگلیسی: Pilot Station Airport) یک فرودگاه همگانی بهره‌برداری هوایی با کد یاتا PQS است که یک باند فرود شن دارد و طول باند آن ۷۷۴ متر است. این فرودگاه در کشور ایالات متحده آمریکا قرار دارد و در ارتفاع ۹۳ متری از سطح دریا واقع شده است.